# Enyo lugubus
Enyo lugubus är en fjärilsart som beskrevs av Bönninghausen 1899. Enyo lugubus ingår i släktet Enyo och familjen svärmare. Inga underarter finns listade i Catalogue of Life.